# Michaela Boev
Michaela Boev (* 4. Juli 1991) ist eine ehemalige belgische Tennisspielerin.

## Karriere
Boev begann mit sechs Jahren das Tennisspielen und spielte größtenteils auf dem ITF Women’s Circuit, auf dem sie acht Turniersiege im Doppel erringen konnte.
Sie spielte 2015 und 2016 beim TC Blau-Weiss Villingen in der Regionalliga West.
Boev spielte ihr letztes Profiturnier im November 2018 und wird seit Ende Dezember 2018 nicht mehr in den Weltranglisten geführt.

## Turniersiege

### Doppel
| Nr. | Datum              | Turnier      | Kategorie   | Belag             | Partnerin               | Finalgegnerinnen                                         | Ergebnis          |
| --- | ------------------ | ------------ | ----------- | ----------------- | ----------------------- | -------------------------------------------------------- | ----------------- |
| 1.  | 21. Juli 2011      | Knokke-Heist | ITF $10.000 | Sand              | Marcella Koek           | Katharina Holert Monika Tumová                           | 6:2, 7:63         |
| 2.  | 29. September 2012 | Varna        | ITF $10.000 | Sand              | Anastassija Wassyljewa  | Borislawa Botuscharowa Wiktorija Tomowa                  | 6:1, 7:5          |
| 3.  | 12. September 2015 | Petange      | ITF $15.000 | Hartplatz (Halle) | Hristina Dishkova       | Manon Arcangioli Harriet Dart                            | 6:2, 6:3          |
| 4.  | 12. November 2016  | Iraklio      | ITF $10.000 | Hartplatz         | Andrea Ka               | Steffi Distelmans Vlada Ekshibarova                      | 6:4, 6:4          |
| 5.  | 9. Juni 2017       | Madrid       | ITF $15.000 | Sand              | Gaia Sanesi             | Ángela Fita Boluda Xenija Kusnezowa                      | 6:4, 6:3          |
| 6.  | 22. September 2017 | Warna        | ITF $15.000 | Sand              | Dia Ewtimowa            | Maia Lumsden Julija Stamatowa                            | 2:6, 7:65, [10:3] |
| 7.  | 6. Oktober 2017    | Sosopol      | ITF $15.000 | Hartplatz         | Dia Ewtimowa            | Julija Stamatowa Léa Tholey                              | 6:2, 4:6, [16:14] |
| 8.  | 3. März 2018       | Iraklio      | ITF $15.000 | Sand              | Raluca Georgiana Șerban | Gabriela Ana Maria Davidescu Alexandra Maria Stăiculescu | 6:1, 2:6, [10:7]  |